# Hans Drenckhahn
Hans Drenckhahn (geb. 1878 in Basel; gest. 2. September 1953 ebenda) war ein Schweizer Glasmaler, Glasrestaurator und Heraldiker.

## Leben und Werk

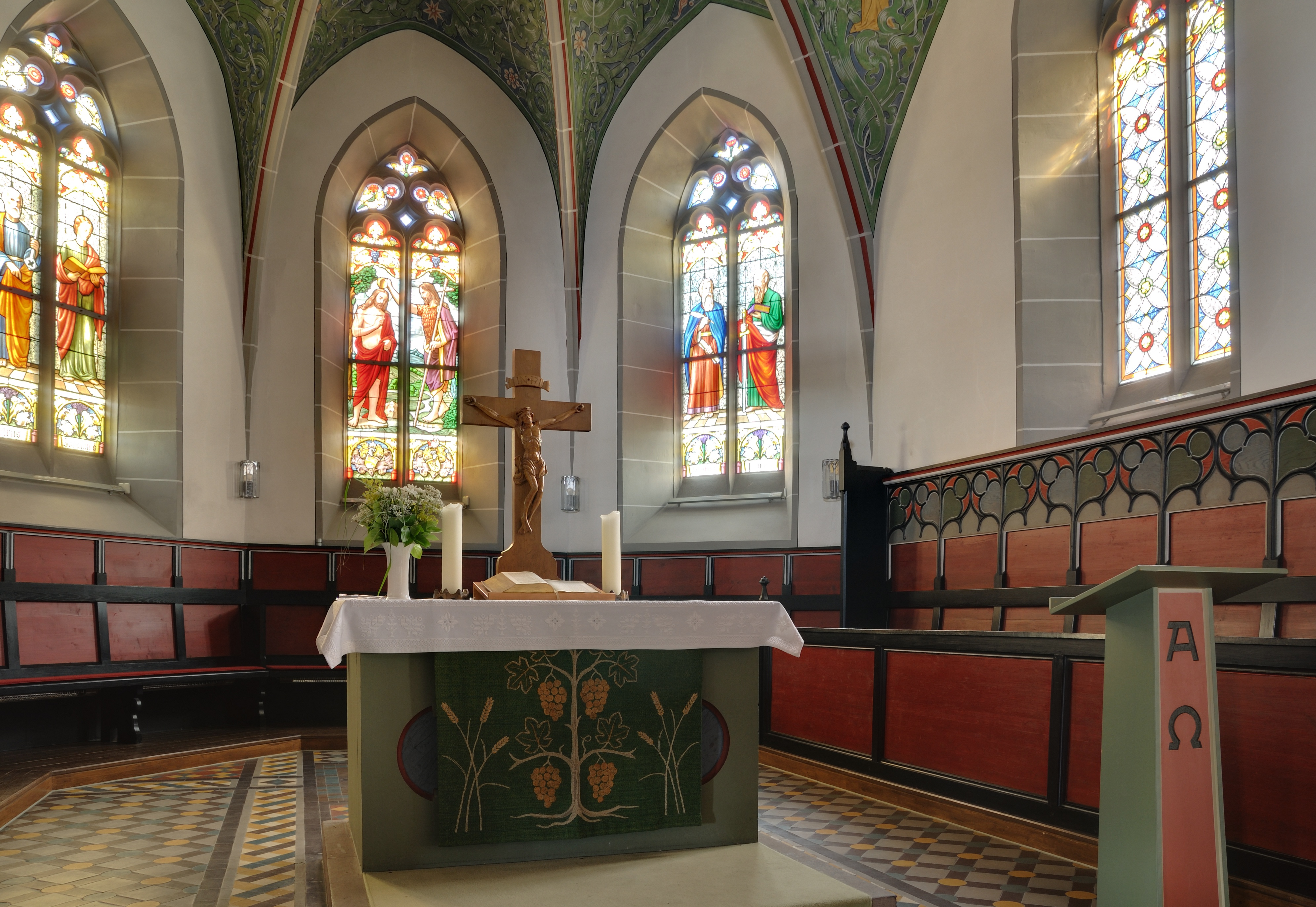
Glasfenster in der Germanuskirche in Brombach

Hans Drenckhahn war ein Sohn des aus Deutschland stammenden und nach Basel eingewanderten Glasmalers Heinrich Wilhelm Karl Gottfried Drenckhahn (1845–1915) und der Maria Katharina, geborene Maler.
Hans Drenckhahn ging bei seinem Vater in die Lehre und legte im April 1896 seine Gesellenprüfung ab. Sein jüngerer Bruder Gustav wurde Kunstglaser. Hans Drenckhahn betrieb alleine Werkstätten in Thun und in Bern. Neben monumentalen Aufträgen reparierte er in der ganzen Schweiz und in Süddeutschland unzählige Glasgemälde. 
Hans Drenckhahn war mit Elsa, geborene Rietmann, verheiratet. Sein Nachlass befindet sich als «Fond Hans Drenckhahn» im Vitrocentre Romont.